# Walter Schätzel
Walter Schätzel (* 29. März 1890 in Berlin; † 9. April 1961 in Koblenz) war ein deutscher Rechtswissenschaftler.

## Leben
Schätzel studierte 1908 an der Universität Lausanne und von 1908 bis 1911 an der Friedrich-Wilhelms-Universität zu Berlin (1911 erstes Staatsexamen). 1912 legte er die Promotion  an der Universität Erlangen ab. Das 1911 begonnene Rechtsreferendariat wurde durch seinen Militärdienst im Ersten Weltkrieg unterbrochen. 1919 legte er nicht nur das zweite juristische Staatsexamen ab, sondern begann sich in der Deutschen Liga für Völkerbund zu engagieren.
Er war zunächst in der Justiz tätig. 1922 trat der Landgerichtsrat in das Auswärtige Amt über ab 1924 bis 1928 war er Regierungsvertreter m deutsch-französischen Schiedsgericht abgeordnet. Er erhielt 1927 einen Lehrauftrag an der Internationalen Rechtsakademie im Haag. Nach der Habilitation 1927 an der Universität Kiel war er dort zunächst Privatdozent. 1928 kehrte Schätzel in den Justizdienst zurück und wurde Richter am Landgericht Kiel. 1939 wurde er zum Oberlandesgerichtsrat am Oberlandesgericht Königsberg ernannt und war von 1939 bis 1941 außerplanmäßiger Professor Professor für Völkerrecht an der Universität Königsberg. Von 1942 bis 1945 war Schätzel an der Universität Marburg, 1946 bis 1950 ordentlicher Professor an der Universität Mainz und von 1950 bis 1958 Professor an der Universität Bonn.
Seine Forschungsschwerpunkte waren das Völkerrecht sowie das Staatsangehörigkeitenrecht.
Er war Mitgründer und Mitherausgeber des Archivs des Völkerrechts.

## Schriften (Auswahl)
- Die Welt der Pariser Friedensschlüsse. Ein Überblick über das Weltbild nach des großen Kriege. Berlin 1921.
- Internationale Gerichtsbarkeit. Bonn 1960, OCLC 885835903.
- Internationales Staatsangehörigkeitsrecht. Bonn 1962, OCLC 604365480.
- Der Staat. Was Staatsmänner, Politiker und Philosophen über den Staat und seine Probleme gesagt haben. Berlin 1963, OCLC 832686148.